# Platycoryne megalorrhyncha
Platycoryne megalorrhyncha là một loài thực vật có hoa trong họ Lan. Loài này được Summerh. miêu tả khoa học đầu tiên năm 1933.